# Colombard

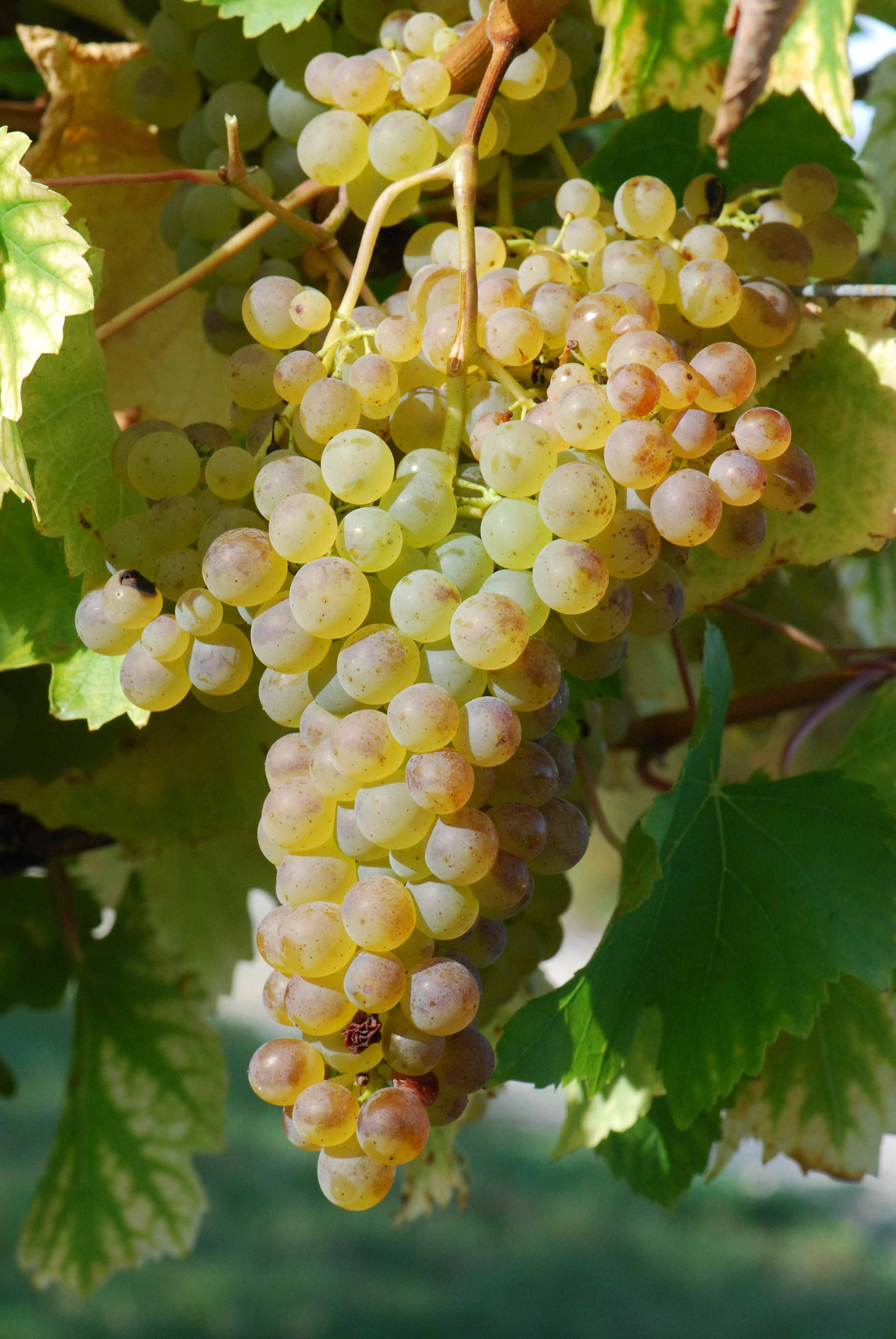
Colombard druif

De Colombard is een witte druivenras dat veel voorkomt in het zuidwesten van Frankrijk. Ook in Californië, Australië en Zuid-Afrika vindt men ze.
Het is oorspronkelijk een van de oudste cépages uit de Charente, een middelgrote druif, cilindrisch van vorm, compact en klein, goudwit van kleur met een jusrijke pulp. De stok loopt vroeg uit en is daardoor onderhevig aan de lentevorst. Het is een zeer productieve druif.
Levert fruitige, aangename wijn. Hij wordt onder andere gebruikt in de Côtes de Gascogne voor wijn en Armagnac.
Colombard is een van de druifsoorten die toegestaan is in Cognac.